# Hệ thống ngân hàng vô hình
Hệ thống ngân hàng vô hình là hệ thống trung gian tín dụng liên quan đến các thực thể và các hoạt động không thuộc hệ thống ngân hàng thông thường. Hệ thống ngân hàng vô hình còn được gọi bằng các tên khác như: ngân hàng ngầm, ngân hàng chui, ngân hàng bóng, ngân hàng trong bóng tối, v.v...

## Phân loại
Ủy ban châu Âu xác định các thực thể thuộc hệ thống ngân hàng vô hình bao gồm:
- Các tổ chức tài chính chuyên biệt (SPV) thực hiện các hoạt động hoán đổi kỳ hạn/thanh khoản bằng thao tác chứng khoán hóa;
- Các quỹ quản lý tiền hoặc các quỹ đầu tư cung cấp các dịch vụ có đặc trưng tương tự tiền gửi;
- Các quỹ đầu tư cung cấp dịch vụ tín dụng, cho vay;
- Các công ty tài chính, tổ chức chứng khoán cung cấp dịch vụ tín dụng hoặc bảo lãnh tín dụng hoặc thực hiện các thao thác hoán đổi kỳ hạn/thanh khoản mà không bị quản lý giống như đối với ngân hàng thương mại thông thường;
- Các tổ chức bảo hiểm, tái bảo hiểm phát hành các sản phẩm tín dụng hoặc bảo lãnh tín dụng.

Ủy ban châu Âu cũng xác định các hoạt động sau đây thuộc hệ thống ngân hàng vô hình:
- Chứng khoán hóa
- Cho vay bằng chứng khoán và repo chứng khoán.

Các thực thể nói trên là những định chế tài chính hợp pháp, song không được cấp phép hoạt động ngân hàng. Không phải là ngân hàng thương mại, nhưng các thực thể này vẫn có các hoạt động tương tự ngân hàng thông thường ngoại trừ hoạt động huy động tiền gửi. Các hoạt động này không phải là hoạt động phi pháp (đây là điểm khác với tín dụng đen), nhưng lại không trong phạm vi giám sát của các cơ quan giám sát tài chính của chính quyền, không trong phạm vi dịch vụ của hệ thống bảo hiểm tiền gửi. Về mặt kế toán, các hoạt động ngân hàng này không thể hiện trên bảng cân đối tài sản.
Hệ thống ngân hàng vô hình có một số vai trò tích cực sau đây:
- Cung cấp thêm những lựa chọn khác ngoài tiền gửi ngân hàng cho các nhà đầu tư;
- Nó dẫn nguồn tài chính đến đối tượng có nhu cầu một cách hiệu quả nhờ tính chuyên biệt cao;
- Nó cung cấp tín dụng cho nền kinh tế trong trường hợp các ngân hàng thông thường ở vào trạng thái không tốt, do đó giúp làm dịu tình trạng đói tín dụng;
- Nó tạo nên một nguồn có khả năng phân tán rủi ro cho hệ thống ngân hàng chính thống.

Tuy nhiên, hệ thống ngân hàng vô hình cũng có tiềm ẩn nhiều rủi ro:
- Không bị giám sát, nên hệ thống ngân hàng vô hình có thể có xu hướng mạo hiểm dẫn tới đổ vỡ khi khách hàng rút tài sản của mình;
- Do hoạt động theo chuỗi, nên qua nhiều khâu, lãi suất có thể tăng cao đem đến nguy cơ cho hệ thống tài chính;
- Do không bị giám sát, nên hệ thống ngân hàng vô hình dễ có xu hướng cạnh tranh quá mức bất chấp rủi ro và khiến ngân hàng thương mại chính thống phải cạnh tranh theo;
- Đổ vỡ của hệ thống ngân hàng vô hình có thể ảnh hưởng dây chuyền đến hệ thống ngân hàng chính thống.